# Constantin A. Crețulescu

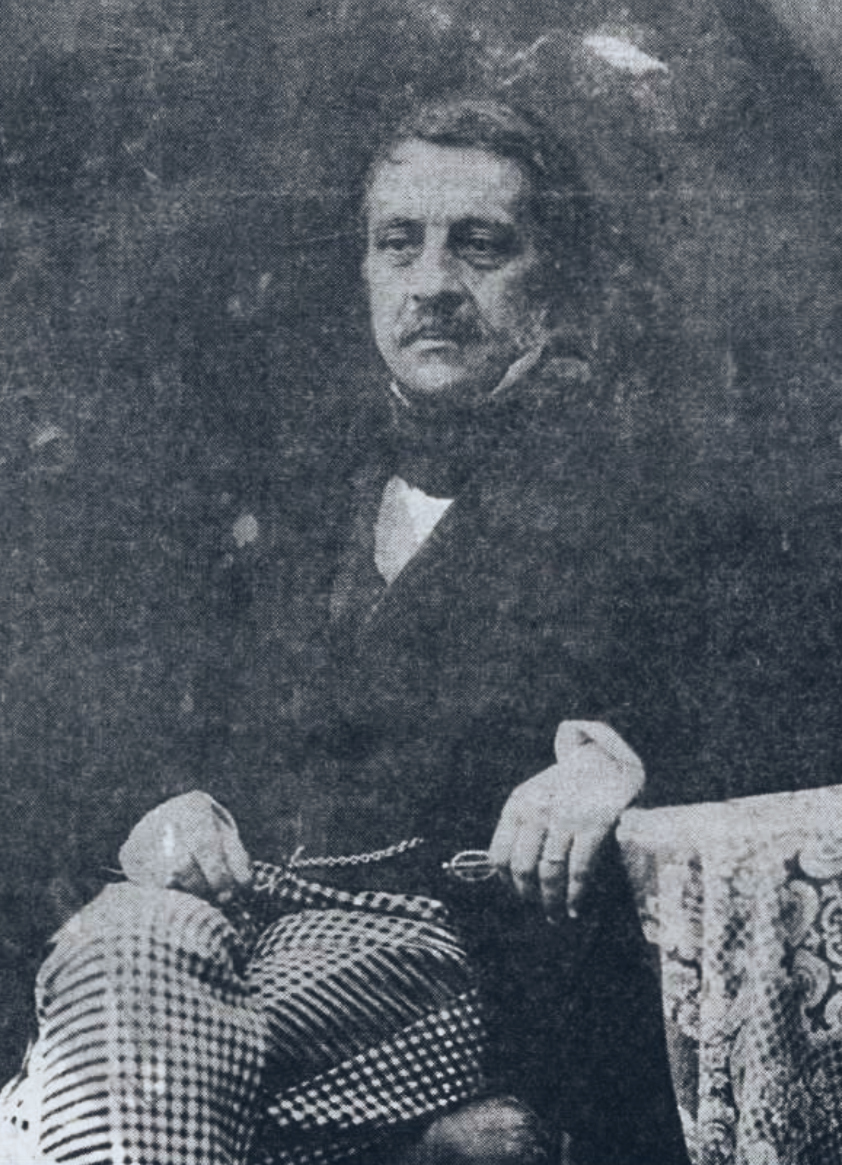
Constantin A. Crețulescu

Constantin Alexandru Crețulescu (abweichende Namensschreibweise: Kretzulescu; * 22. Mai 1809 in Bukarest; † 21. März 1884 ebenda) war ein rumänischer Politiker, der unter anderem 1859 Ministerpräsident des Fürstentum Walachei sowie 1867 Ministerpräsident des Fürstentum Rumänien war.

## Leben
Crețulescu stammte aus einer alten Bojarenfamilie und war der Sohn von Alexandru Creţulescu und Ana Câmpineanu. Er war der ältere Bruder von Nicolae Crețulescu, der 1859 ebenfalls Ministerpräsident des Fürstentums Walachei sowie 1862 bis 1863 und zwischen 1865 und 1866 auch Ministerpräsident des Königreichs Rumänien war. Er selbst trat 1831 als Unterleutnant in die Armee des Fürstentums Walachei ein und schied 1840 als Major aus dem aktiven Militärdienst. Im Anschluss wurde er 1840 Präfekt des Kreises Brăila und übte diesen Posten bis zu seinem Rücktritt 1842 aus. Danach unternahm er mehrjährige Auslandsreisen nach Frankreich, England und Italien, wo er Philosophie, Geschichte und Literatur studierte.
Nach seiner Rückkehr übernahm Crețulescu am 21. Februar 1859 im Kabinett des Ministerpräsident des Fürstentum Walachei Ioan Alexandru Filipescu das Amt des Kulturministers. Knapp sechs Wochen später löste er am 8. April 1859 Filipescu als Ministerpräsident ab und wurde selbst Ministerpräsident des Fürstentums Walachei. Er behielt dieses Amt bis zu seiner Ablösung durch seinen Bruder Nicolae Crețulescu am 18. September 1859.
Am 21. Februar 1867 löste Crețulescu Ion Ghica als Ministerpräsident (Președintele Consiliului de Miniștri) des Fürstentum Rumänien ab und bekleidete diesen Posten bis zum 5. August 1867, woraufhin Ștefan Golescu seine Nachfolge antrat. In seinem Kabinett übernahm er zugleich vom 1. März bis zum 4. August 1867 das Amt des Justizministers und fungierte zudem zwischen dem 16. und 24. Mai 1867 als kommissarischer Kriegsminister. 1871 wurde er Ehrenmitglied der am 1. April 1866 gegründeten Rumänischen Akademie (Academia Română).

## Veröffentlichungen
- Sumariu al istoriei universale a culturei, 1863
- Trecutul și era nouă. Despre mărirea națiunelor, 1863